# Myles Cale
Myles Cale (Middletown, 5 maart 1999) is een Amerikaans basketballer.

## Carrière
Cale speelde collegebasketbal van 2017 tot 2022 voor de Seton Hall Pirates. Cale speelde in 2019 voor de Amerikaanse nationale ploeg en behaalde een bronzen medaille op de Pan-Amerikaanse Spelen. In 2022 werd hij niet gedraft en eind oktober 2022 had hij een try-out bij South Bay Lakers maar hij kreeg geen contract. Eind november tekende hij een contract bij Greensboro Swarm maar speelde maar een wedstrijd voor hen en daarna werd zijn contract ontbonden. Begin december 2022 tekende hij een contract bij Limburg United waar hij de rest van het seizoen speelde. Hij verlengde zijn contract voor het seizoen 2023/24.
Cale tekende in de zomer van 2024 een tweejarig contract bij het Italiaanse Aquila Basket Trento. Hij verliet de club in 2025 en tekende hij de Spaanse eersteklasser FC Barcelona Bàsquet.

## Erelijst
- Pan-Amerikaanse Spelen: 2019
- Belgisch bekerwinnaar: 2024